# Kim Myung-shin
Kim Myung-shin (ur. 10 sierpnia 1984) – koreańska wioślarka.

## Osiągnięcia
- Mistrzostwa Świata – Poznań 2009 – dwójka podwójna wagi lekkiej – 15. miejsce[1].